# Кристално јасно
Кристално јасно је дебитантски студијски албум словеначког репера српског порекла Саше Петровића, познатијег под уметничким именом Чале Сале. Албум је самоиздат 2013. године и ауторско је издање извођача, који је и написао већину текстова. Већина песама је на словеначком језику. Снимљени су музички спотови за песме Ниси сам, Змага, Она је курва, То је то.

## Списак песама
Аутор(и) свих текстова: Чале Сале осим 5 Адам Велић, 19 и 23 Дамјан Јовић и 18 Јуре Текавц. 
| №   | Назив           | Трајање |  |
| 1.  | Интро           |         |  |
| 2.  | Неморм нехат    |         |  |
| 3.  | Ниси сам        |         |  |
| 4.  | Чефурји         |         |  |
| 5.  | Вирус           |         |  |
| 6.  | Умазан асфалт   |         |  |
| 7.  | Сам дома        |         |  |
| 8.  | Седе ми         |         |  |
| 9.  | Змага           |         |  |
| 10. | Чист худо       |         |  |
| 11. | Кристално јасно |         |  |
| 12. | То ни игра      |         |  |
| 13. | Курва           |         |  |
| 14. | Она је курва    |         |  |
| 15. | Бетонска џунгла |         |  |
| 16. | Повеј напреј    |         |  |
| 17. | Хетерји         |         |  |
| 18. | Неки см слишу   |         |  |
| 19. | Небо гори       |         |  |
| 20. | Борба           |         |  |
| 21. | Сам моја        |         |  |
| 22. | То је то        |         |  |
| 23. | До конца        |         |  |